# 德拉然·耶尔科维奇
德拉然·耶尔科维奇（1936年8月6日—2008年12月9日），克罗地亚男子足球运动员，司职前锋。他曾代表南斯拉夫参加1958年和1962年国际足联世界杯，其中1962年世界杯获得金靴奖。